# Leo Francis Stock
Leo Francis Stock  (* 31. Juli 1878 in Gettysburg; † 8. März 1954 in Washington, D.C.) war ein US-amerikanischer Historiker.

## Leben
Er besuchte das Mount St. Mary’s Seminary in Emmitsburg, Maryland, wo er seinen A.B. Grad im Jahr 1896 erwarb. Er lehrte am Pittsburgh College, jetzt Duquesne University, und am McGill Institute in Moblie, Alabama. Im Ersten Weltkrieg war er Recorder für das National Board of Historical Service.
Im Jahr 1910 trat er der Historical Research Division der Carnegie Institution in Washington bei und blieb bis zu seiner Pensionierung im Jahr 1945 dort beschäftigt als Dozent und außerordentlicher Professor für amerikanische Geschichte. Er lehrte an der CUA von 1919 bis 1941, als er aus Protest gegen eine Kürzung seines Gehalts zurücktrat. Bis 1949 lehrte er auch am Trinity College.
Er war 1928 auch Präsident der American Catholic Historical Society. Er schrieb und redigierte zahlreiche Werke zur amerikanischen Geschichte und war von 1921 bis 1939 Herausgeber und Mitarbeiter der Catholic Historical Review.

## Schriften (Auswahl)
- United States ministers to the Papal States. Instructions and despatches, 1848–1868. Washington 1933, OCLC 876710002.
- Consular relations between the United States and the Papal States. Instructions and despatches. Washington 1945, OCLC 1131940078.
- mit Elizabeth Donnan (Hrsg.): An historian’s world. Selections from the correspondence of John Franklin Jameson. Philadelphia 1956, OCLC 469985367.